# Червоная Русь (газета)
«Червоная Русь» — громадсько-політична москвофільська газета, яка виходила тричі на тиждень у Львові.
У 1888 —1891 роках виходила як продовження газети «Новый Пролом». «Червону Русь» субвенціонував російський уряд, її наклади часто було конфісковано. З 1891 року «Червона Русь» змінила назву на «Галицкая Русь». Головний редактор О. Марков і І. Пелех.
Серед дописувачів — греко-католицький письменник проукраїнського напрямку Олекса Бобикевич.